# Чикасавский язык
Чикасавский язык (самоназвание — Chikashshanompa, [tʃikaʃːanompaʔ]) — язык индейского племени чикасо, относящийся к маскогской семье. По структуре — агглютинативный язык с порядком слов SOV. 
Язык чикасо находится в близком родстве с языком чокто, хотя взаимопонимание между этими двумя языками ограничено. На основе этих двух языков существовал межплеменной мобильский жаргон.
Язык чикасо распространён на юго-востоке Оклахомы вблизи города Ада, в округе Понтоток.

## Фонетика

### Согласные
В чикасавском языке имеется 16 согласных. В приведённой ниже таблице согласные записаны в транслитерации, а фонетические символы — согласно МФА.
|             | Лабиальные | Альвеолярные | Альвеолярные | Постальвеолярные | Велярные | Глоттальные |
| Центральные | Лабиальные | Латеральные  |              | Постальвеолярные | Велярные | Глоттальные |
| ----------- | ---------- | ------------ | ------------ | ---------------- | -------- | ----------- |
| Назальные   | m          | n            |              |                  |          |             |
| Плозивные   | p b        | t            |              |                  | k        | ' /ʔ/       |
| Аффрикаты   |            |              |              | ch /tʃ/          |          |             |
| Фрикативные | f          | s            | lh /ɬ/       | sh /ʃ/           |          | h           |
| Щелевые     |            |              | l            | y /j/            | w        |             |

- /w/ — лабиовелярный согласный.
- Глухие взрывные /p t k/ имеют небольшое количество аспирации [pʰ tʰ kʰ], особенно в начале слов[1].
- Звонкие взрывные /b d g/ могут подвергаться лениции, превращаясь в звонкие фрикативные [β ð ɣ] между гласными[1].
- Все согласные, кроме гортанной смычки, могут подвергаться геминации. Большинство согласных могут встречаться в двусогласных кластерах[1].

### Гласные

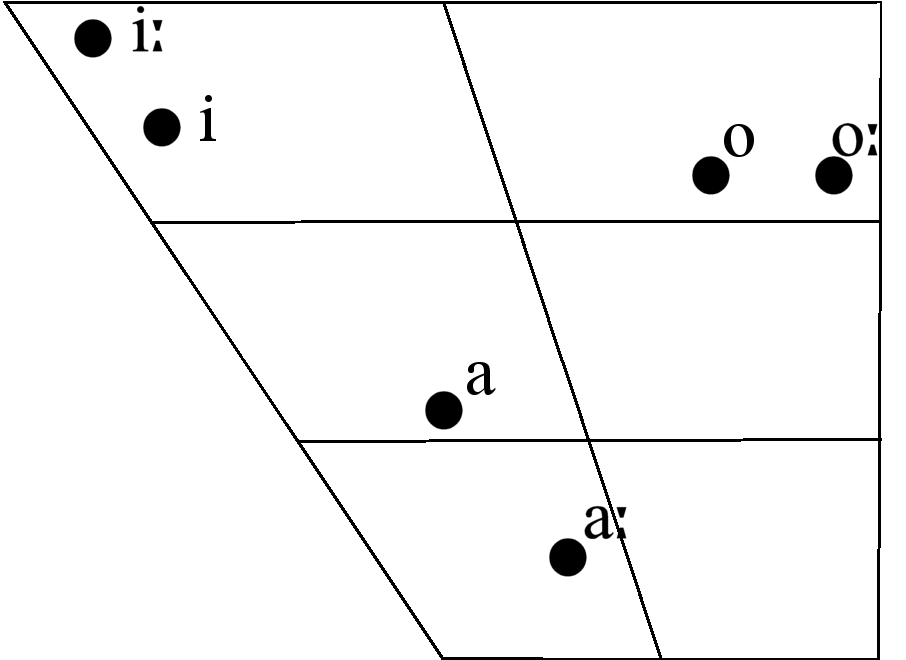
Долгие и краткие гласные в языке чикасо. Источник: Gordon, Munro & Ladefoged (2001). Назальные гласные фонетически соответствуют качеству долгих гласных

В чикасавском языке имеется 9 гласных:
|                          | Передний ряд | Передний ряд | Передний ряд | Средний ряд | Средний ряд | Средний ряд | Задний ряд | Задний ряд | Задний ряд |
| краткие                  | долгие       | долгие       | краткие      | долгие      | долгие      | краткие     | долгие     | долгие     |            |
| оральные                 | оральные     | назальные    | оральные     | оральные    | назальные   | оральные    | оральные   | назальные  |            |
| ------------------------ | ------------ | ------------ | ------------ | ----------- | ----------- | ----------- | ---------- | ---------- | ---------- |
| Гласные верхнего подъёма | i [ɪ]        | ii [iː]      | i̱ [ĩː]       |             |             |             |            |            |            |
| Гласные среднего подъёма |              |              |              |             |             |             | o [o̟]      | oo [oː]    | o̱ [õː]     |
| Гласные нижнего подъёма  |              |              |              | a [ə]       | aa [aː]     | a̱ [ãː]      |            |            |            |

У гласных чикасавского языка имеется противопоставление между долгими/краткими оральными гласными, а также между долгими оральными и долгими назальными гласными. Краткие гласные централизируются (см. таблицу): краткая i фонетически соответствует [ɪ], краткая o — [o̟], а краткая a — [ə].
| МФА  | Пример   | Значение              |
| ---- | -------- | --------------------- |
| /i/  | pisa     | «она смотрит на него» |
| /iː/ | p'iini   | «лодка»               |
| /ĩ/  | i̱sinti'  | «его змея»            |
| /a/  | paska    | «хлеб»                |
| /aː/ | sahashaa | «я зол (рассержен)»   |
| /ã/  | ipa̱shi'  | «волосы»              |
| /o/  | ofi'     | «собака»              |
| /oː/ | ihoo     | «женщина»             |
| /õ/  | iso̱lash  | «язык»                |

Краткие гласные также фонетически удлиняются, если они встречаются во втором слоге последовательности из чётного числа открытых слогов. Например, слово pisali («я взял его») фонетически является [pɪsəˑlɪ]. Удлинённый краткий гласный обычно является промежуточным по длине между кратким и долгим гласным. С другой стороны, фонетическая реализация варьируется в зависимости от индивидуальных особенностей говорящего и от фонетического окружения. Удлинение не происходит в конце слов и, кроме того, ограничено определёнными морфологическими критериями.

## Грамматика

### Глагол

#### Местоименные аффиксы
Глагольные показатели (подлежащего, прямого и косвенного дополнения) в чикасавском языке обозначаются посредством местоименных аффиксов (как префиксов, так и суффиксов), которые присоединяются к основе глагола. Местоименные аффиксы изменялись по числу (ед., мн.), лицу (1 и 2).
Система местоимений чикасавского языка — активно-стативная с двумя основными сериями местоимений: активная серия (I) и стативная серия (II). Кроме того, в нём имеются дативная (III), негативная (N) и реципрокальная (взаимная, IR) серии.
Активная серия используется для активного (непереходного) подлежащего и активного (переходного) подлежащего. Под «активным» подлежащим имеется в виду такое подлежащее, которое управляет действием, тогда как «стативное» подлежащее не управляет действием. Примером является различие между предложениями «она упала намеренно» и «она упала случайно», где в первом случае «она» контролировала действие (падение), а во втором — нет.
Активная серия приведена в таблице ниже:
|          | ед. ч. | мн. ч.    |
| -------- | ------ | --------- |
| 1-е лицо | -li    | il- / ii- |
| 2-е лицо | ish-   | hash-     |
| 3-е лицо | -      | -         |

У третьего лица отсутствует аффикс, обычно отсутствует различие между единственным и множественным числом. Аффикс первого лица ед.ч. — суффикс, для прочих лиц-чисел — префикс. Множественное число 1-го лица имеет две формы: il-, используется перед гласными, или ii- — перед согласными. Таким образом, il-iyya «мы идём», ii-malli «мы прыгаем». Ниже приведён пример парадигмы спряжения глагола malli «прыгать»:
|          | Ед. ч.                                 | Ед. ч.                                 | Мн. ч.                                 | Мн. ч.                                 |
| -------- | -------------------------------------- | -------------------------------------- | -------------------------------------- | -------------------------------------- |
| 1-е лицо | mallili                                | «я прыгаю»                             | iimalli                                | «мы прыгаем»                           |
| 2-е лицо | ishmalli                               | «ты прыгаешь»                          | hashmalli                              | «вы прыгаете»                          |
| 3-е лицо | malli «он/она/оно прыгает/они прыгают» | malli «он/она/оно прыгает/они прыгают» | malli «он/она/оно прыгает/они прыгают» | malli «он/она/оно прыгает/они прыгают» |

Ниже приведена стативная серия (II). Здесь понятие «статив» относится к непереходному подлежащему или прямому дополнению.
|          | Ед. ч. | Мн. ч. |
| -------- | ------ | ------ |
| 1-е лицо | sa-    | po-    |
| 2-е лицо | chi-   | hachi- |
| 3-е лицо | -      | -      |

Примеры со стативными непереходными подлежащими, lhinko «быть жирным»:
|          | Ед. ч.                                  | Ед. ч.                                  | Мн. ч.                                  | Мн. ч.                                  |
| -------- | --------------------------------------- | --------------------------------------- | --------------------------------------- | --------------------------------------- |
| 1-е лицо | salhinko                                | «я жирный»                              | polhinko                                | «мы жирные»                             |
| 2-е лицо | chilhinko                               | «ты жирный»                             | hachilhinko                             | «вы жирные»                             |
| 3-е лицо | lhinko «он/она/оно/они жирный/ая/ое/ые» | lhinko «он/она/оно/они жирный/ая/ое/ые» | lhinko «он/она/оно/они жирный/ая/ое/ые» | lhinko «он/она/оно/они жирный/ая/ое/ые» |

Пример с прямыми дополнениями, pisa «смотреть на (кого-либо)» (подлежащее в парадигме ниже не маркировано, поскольку относится к 3-му лицу):
|          | Ед. ч.                                                | Ед. ч.                                                | Мн. ч.                                                | Мн. ч.                                                |
| -------- | ----------------------------------------------------- | ----------------------------------------------------- | ----------------------------------------------------- | ----------------------------------------------------- |
| 1-е лицо | sapisa                                                | «он/она/оно/они смотрит/смотрят на меня»              | popisa                                                | «он/она/оно/они смотрит/смотрят на нас»               |
| 2-е лицо | chipisa                                               | «он/она/оно/они смотрит/смотрят на тебя»              | hachipisa                                             | «он/она/оно/они смотрит/смотрят на вас»               |
| 3-е лицо | pisa «он/она/оно/они смотрит/смотрят на него/неё/них» | pisa «он/она/оно/они смотрит/смотрят на него/неё/них» | pisa «он/она/оно/они смотрит/смотрят на него/неё/них» | pisa «он/она/оно/они смотрит/смотрят на него/неё/них» |

Как активные, так и стативные аффиксы могут встречаться вместе, и в этом случае активный аффикс обозначает активное подлежащее, а стативный аффикс — прямое дополнение. Активные префиксы встречаются перед стативными префиксами. Если ish- «актив, 2-е лицо, един. число» встречается перед sa- «статив, 1-е лицо, ед. ч.», они сливаются в issa- (sh ассимилируется в s). Подобным же образом, hash- «актив 2-е лицо мн.ч.» + sa- превращаются в hassa-. Ниже приведена полная парадигма спряжения глагола pisa «смотреть на кого-либо»:
| Глагольная форма | Перевод               | Морфемная сегментация |
| ---------------- | --------------------- | --------------------- |
| hachipisali      | «я смотрю на вас»     | hachi-pisa-li         |
| pisali           | «я смотрю на неё»     | pisa-li               |
| iichipisa        | «мы смотрим на тебя»  | ii-chi-pisa           |
| iihachipisa      | «мы смотрим на вас»   | ii-hachi-pisa         |
| iipisa           | «мы смотрим на неё»   | ii-pisa               |
| issapisa         | «ты смотришь на меня» | ish-sa-pisa           |
| ishpopisa        | «ты смотришь на нас»  | ish-po-pisa           |
| ishpisa          | «ты смотришь на неё»  | ish-pisa              |
| hassapisa        | «вы смотрита на меня» | hash-sa-pisa          |
| hashpopisa       | «вы смотрите на нас»  | hash-po-pisa          |
| hashpisa         | «вы смотрите на неё»  | hash-pisa             |
| sapisa           | «она смотрит на меня» | sa-pisa               |
| popisa           | «она смотрит на нас»  | po-pisa               |
| chipisa          | «она смотрит на тебя» | chi-pisa              |
| hachipisa        | «она смотрит на вас»  | hachi-pisa            |
| pisa             | «она смотрит на неё»  | pisa                  |

#### Степени (породы) глаголов
- «степени» глаголов (геминация, эпентеза)

| foyopa    | «дышать»                                   |
| fóyyo’pa  | «вздохнуть с облегчением»                  |
| foyohómpa | «дышать (сейчас)»                          |
| foyámpa   | «дышать (одновременно с другим действием)» |